# بوب كريستيان (لاعب كرة قاعدة)
بوب كريستيان (بالإنجليزية: Bob Christian)‏ هو لاعب كرة قاعدة أمريكي، ولد في 17 أكتوبر 1945 في شيكاغو في الولايات المتحدة، وتوفي في 20 فبراير 1974 في سان دييغو في الولايات المتحدة بسبب ابيضاض الدم.

## وصلات خارجية
- بوب كريستيان على موقع الدوري الياباني لكرة القاعدة (الإنجليزية)
- بوب كريستيان على موقعبيزبول رفرنس.كوم (الدوري الرئيسي) (الإنجليزية)
- بوب كريستيان على موقع إي إس بي إن.كوم (أم.أل.بي) (الإنجليزية)
- بوب كريستيان على موقع مشجعي الرسوم البيانية (الإنجليزية)